# Джудіт Коллінз
Джудіт Енн Коллінз (англ. Judith Anne Collins; нар. 24 лютого 1959 року, Гамільтон, Нова Зеландія) — новозеландська юристка і політик, член парламенту і міністр уряду Нової Зеландії.

## Життєпис та юридична кар'єра
Народилася Джудіт Коллінз 1959 року в сім'ї фермерів Персі і Джессі Коллінз в районі поселення Волтон регіону Ваїкато, наймолодша з шести дітей. Здобула середню освіту в школі Волтона.
Ще в юності вирішила навчатися на юриста. У 1977—1978 роках навчалася в університеті Кентербері. У 1979 році перейшла до Оклендського університету, де спочатку отримала ступінь бакалавра права, а пізніше магістра права (з відзнакою) і магістра оподаткування (MTaxS).
У період навчання в університеті, познайомилася з поліцейським Девідом Вон Туном, за якого пізніше вийшла заміж на території Гонконгу.
Після закінчення університету, працювала юристом зі спеціалізацією з питань працевлаштування, нерухомості, комерційного та податкового права. У 1981—1990 роках була співробітницею чотирьох різних юридичних фірм, після чого заснувала власну компанію Judith Collins and Associates, де практикувала до початку 2000-х. У 2000—2002 роках також працювала як адвокат зі спеціальних питань на MinterEllisonRuddWatts.
В період своєї професійної юридичної діяльності була активним членом кількох юридичних асоціацій, зокрема, була президентом Оклендської окружної асоціації юристів і віце-президентом Новозеландської асоціації юристів (1998), очолювала Casino Control Authority (1999—2002) і була директором Housing New Zealand Limited (1999—2001).

## Політична кар'єра
Початково підтримувала лейбористів, але з 1999 року приєдналася до Національної партії Нової Зеландії. Займалася громадською діяльністю Zonta International «Ротарі Інтернешнл».
У 2002 році Коллінз була обрана до парламенту Нової Зеландії від правоцентристської Національної партії (одержала на тих виборах 27 з 120 місць і формально ставилася до опозиції), представляючи виборчий округ Клівдон. На початку своєї парламентської каденції, Коллінз була другим офіційним представником-доповідачем з питань охорони здоров'я та внутрішніх справ. У 2003 році сфери її відповідальності змінилися на питання юстиції і туризму, а у 2005 р., заслуживши міцне реноме, вона змінила свою колегу Кэтрин Рич на посаді офіційного представника-доповідача фракції з питань соціального забезпечення. Згодом Джудіт Коллінз також представляла партію з питань сім'ї та у справах тихоокеанських островів.

## В урядах Джона Кі
На виборах 2008 року, у зв'язку з реформуванням меж виборчих округів, Коллінз зі значною перевагою була переобрана від округу Папакура. Крім того, Національна партія, що отримала на цих виборах більшість, сформувала уряд, де Коллінз отримала портфель міністра поліції, міністра з питань виправних установ і міністра у справах ветеранів. Після виборів 2011 року вона була призначена міністром юстиції, міністром ACC (управління з компенсації збитків від дорожньо-транспортних пригод) і міністром у справах національних меншин.
Навесні 2014 року Джудіт Коллінз пішла у відставку зі своїх постів, потрапивши під розслідування за звинуваченням у корупції, проте наприкінці того ж року була виправдана. 7 грудня 2015 року прем'єр-міністр країни Джон Кі оголосив, що Коллінз повернеться в кабінет міністрів на свої колишні посади міністра поліції і виправних установ.

## В уряді Білла Інгліша
Після відставки Джона Кі Коллінз виставила свою кандидатуру на выборах руководства партии, але 8 грудня 2016 року відмовилася від подальшої боротьби, як і ще один претендент, Джонатан Коулман, після чого єдиний кандидат Білл Інгліш 12 грудня вступив на посаду лідера партії і прем'єр-міністра Нової Зеландії.
20 грудня 2016 року у сформованому уряді Інгліша призначена на менш впливові міністерські пости, ніж раніше, але отримала відразу три портфелі: міністра у справах етнічних меншин, а також енергетики та ресурсів і внутрішніх доходів.
23 вересня 2017 року відбулися парламентські вибори, на яких Національна партія отримала лише відносну більшість місць, і 26 жовтня було сформовано лейбористський уряд Джасінди Ардерн.

## В опозиції
Після відставки Білла Інгліша були організовані нові вибори керівництва партії, в яких Коллінз також взяла участь, але не змогла пройти у другий тур голосування, і 27 лютого 2018 року новим лідером був обраний Саймон Бріджес.
14 липня 2020 року на терміновому засіданні кокусу Національної партії за 66 днів до наступних парламентських виборів Коллінз обрана новим лідером партії після раптової відставки Тодда Мюллера (він замінив Саймона Бріджеса на чолі НПНЗ 22 травня 2020 року).
17 жовтня 2020 року відбулися парламентські вибори, результати яких виявилися катастрофічними для Національної партії — її підтримали лише 27 % виборців, в той час як лейбористи на чолі з Джасіндою Ардерн добилися найкращого для себе результату за 50 років (49 % голосів, що забезпечило партії абсолютну більшість місць у парламенті — 64 з 120).